# Seversk
Seversk (in russo Се́верск?) è una città della Russia situata nell'Oblast' di Tomsk, sulla riva destra del fiume Tom'.
La città ha avuto lo status di città chiusa fino alla dissoluzione dell'Unione Sovietica.